# Armands Ližbovskis
Armands Ližbovskis (ur. 18 listopada 1968) – łotewski niepełnosprawny lekkoatleta, medalista paraolimpijski. 
Na igrzyskach paraolimpijskich zadebiutował w 1992 roku w Barcelonie. Zajął wtedy piąte miejsce w trójskoku B3 (11,94 m), szóstą pozycję w skoku dal B3 (6,19 m) oraz siódmą lokatę w biegu na 200 metrów B3 (24,29 s w finale). Cztery lata później w Atlancie wystartował w czterech konkurencjach. W zawodach biegowych (100 metrów T12, 200 metrów T12) odpadał w eliminacjach, zaś w skoku w dal F12 (6,52 m) i trójskoku F12 (12,09 m) zajmował czwarte pozycje. Jego ostatnią paraolimpiadą była ta, zorganizowana w 2000 roku w Sydney. W biegu na 100 metrów T13 odpadł w eliminacjach, a na dystansie dwukrotnie dłuższym zajął siódme miejsce. Najlepszy wynik osiągnął jednak w skoku w dal F13. W najdalszej próbie skoczył na odległość 6,54 metra. Był to trzeci wynik wśród ośmiu startujących zawodników – przegrał tylko z Enrique Cepedą z Kuby i Iwanem Kycenko z Ukrainy. 
Na mistrzostwach świata w 2002 roku odpadł w eliminacjach biegu na 100 metrów T13 i zajął szóstą pozycję w skoku w dal F13 (6,21 m).